# Matthew Stephens
Matthew Stephens (nascido em 20 de janeiro de 1970) é um ex-ciclista britânico que correu profissionalmente entre 1998 e 2011.
Em Barcelona 1992 alcançou a sexagésima primeira posição na prova de estrada individual.